# WebCT
WebCT (Web Course Tools, o Herramientas para Cursos Web) es un sistema comercial de aprendizaje virtual en línea, el cual es usado principalmente por instituciones educativas para el aprendizaje a través de Internet. La flexibilidad de las herramientas para el diseño de clases hace este entorno muy atractivo tanto para principiantes como usuarios experimentados en la creación de cursos en línea. Los instructores pueden añadir a sus cursos WebCT varias herramientas interactivas tales como: tableros de discusión o foros, sistemas de correos electrónicos, conversaciones en vivo (chats), contenido en formato de páginas web, archivos PDF entre otros. El espacio WebCT es fácil de usar e innovador. El sistema está instalado en un servidor del web de la Oficina Central Sistémica (OCS) de la Universidad Interamericana de Puerto Rico. Este sistema se puede acceder a través de cualquier computadora con conexión al Web que tenga una navegador del internet ("browser") como Internet Explorer o Netscape
Como ejemplo de herramienta para crear un curso web se puede citar Clic. Este ser trata de un programa que permite crear aplicaciones multimedia para Windows, siendo además de libre distribución.

## Historia
WebCT fue originalmente desarrollado en la Universidad de Columbia Británica, en Canadá por un miembro de la escuela de ingeniería en informática, Murray Goldberg. En 1995 Murray comenzó la búsqueda de sistemas basados en páginas de internet aplicados para la educación. Su investigación demostró que el nivel de satisfacción del estudiante y el desempeño académico podían mejorar a través del uso de recursos educativos basados en páginas de internet. Para continuar su investigación decidió construir un sistema que facilitara la creación de entornos educativos basados en páginas de internet. De allí se originó la primera versión de WebCT. En 1997 Murray creó la compañía, Corporación de Tecnologías Educativas WebCT (en inglés, WebCT Educational Technologies Corporation), una empresa derivada de la Universidad de Columbia Británica. Murray dirigió la compañía hasta 1999, para la fecha tenían alrededor de 2 a 3 millones de estudiantes en 30 países. A mediados de 1999, WebCT fue adquirido por ULT (Tecnologías de Enseñanza Universal, en inglés Universal Learning Technology), una empresa con sede en Boston, Estados Unidos, dirigida por Carol Vallone. Vallone continuó al mando de la compañía hasta el punto de llegar a tener cerca de 10 millones de estudiantes en 80 países. Murray Goldberg se mantuvo como presidente de WebCT Canadá hasta el 2002.

### Fusión con BlackBoard
El 12 de octubre de 2005, BlackBoard Inc. y WebCT anunciaron un acuerdo para fusionarse, pero el anuncio suscitó rápidamente inquietudes en los expertos de antimonopolio del Departamento de Justicia de Estados Unidos . Se acordó que la compañía fusionada llevaría el nombre de BlackBoard.
Blackboard Inc. Completó la fusión con WebCT, Inc. el 28 de febrero de 2006.

## Versiones
WebCT tiene actualmente dos versiones: WebCT Vista y WebCT Campus Edition.
Vista es la versión profesional completa dirigida a empresas, y Campus Edition (Versión Universitaria) es ofrecida a instituciones que ya tienen servicios tales como de sistemas de almacenamiento de archivos y herramientas para registro de cursos.
WebCT Vista es una empresa de enseñanza y aprendizaje de software de gestión y desarrollado por Blackboard Inc. Es utilizado principalmente por las universidades y otras instituciones educativas como software de gestión de aula , y como un servicio de educación a distancia .
Dependiendo del uso del mismo por el profesor , WebCT Vista puede incluir notas de clase, audio streaming de las clases, cuestionarios y foros .
El programa no tiene costos establecidos, pero este depende del tamaño de la institución y de como va a ser usada.

## Libros y publicaciones
El programa también es usado para realizar publicaciones electrónicas. Para poder usar un libro de texto u otra herramienta de aprendizaje publicada en formato WebCT, algunos editores requieren que los estudiantes compren un password o código en una librería o por internet. El programa también permite la integración del material preparado localmente con el material comprado de las editoriales.

## La estructura de WebCT
Para garantizar que el sistema resulte intuitivo al usuario, la estructura es similar a la del sistema formativo tradicional. Por ello, la parte del sistema orientada a los usuarios está dividida en dos entornos virtuales: el Escritorio Virtual y el Aula Virtual.
Los contenidos del Escritorio y el Aula son complementarios, de manera que pueden adaptarse a las características concretas de cada área de trabajo. También existe la posibilidad de ampliar la funcionabilidad de determinadas áreas con módulos adicionales.
- Escritorio virtual:

Es el espacio de trabajo del usuario. En él se encuentran las lecciones que debe estudiar, la documentación complementaria, distintos tipos de ejercicios, casos y problemas que puede resolver, etc. Es decir, todos los elementos que puede emplear el usuario en su trabajo con una estructura y diseño más atractivos.
- Aula virtual:

En este espacio, los usuarios se comunican con el administrador y con sus compañeros. Aquí se encuentran las herramientas de comunicación del sistema, como foros de discusión, chat, correo electrónico a través de web, biblioteca, videoconferencia, vídeo en línea, tablones, etc. Las herramientas de comunicación constituyen la ventaja fundamental con respecto a las formas de trabajo en grupo (cursos, proyectos de investigación, etc.) tradicionales.

## Herramientas de WebCT (WebCT Tools)
WebCT incluye un amplio conjunto de herramientas que permiten al profesor completar los cursos que diseña y hacerlos más atractivos para los alumnos. La colección de herramientas disponibles es bastante completa, entre ellas resaltamos las siguientes:
1. Correo electrónico y tablón de anuncios:
Estas dos herramientas permiten una comunicación asíncrona entre profesores y alumnos. El correo ofrece un intercambio privado de mensajes, mientras que el tablón lo realiza de forma pública. Ambas funcionan de manera interna al WebCT, permitiendo la comunicación solo entre profesor y alumnos de una misma asignatura.
Como característica a destacar, el tablón de anuncios permite al diseñador la creación de foros de debate, es decir, agrupaciones de alumnos, dentro del curso, que comparten un mismo tablón de anuncios. Estos foros bien pueden ser públicos, accesibles para todos los alumnos de la clase, o bien privados, en éstos solo pueden participar aquellos alumnos seleccionados por el profesor como miembros del mismo.
2. Trabajo en grupo (Presentation Tool):
Esta utilidad de WebCT es muy interesante, debido a que con ella, el diseñador podrá crear grupos de trabajo para que los alumnos realicen prácticas, ejercicios o trabajos de clase, en grupo. Dispondrán de un espacio común en el servidor en el que depositar el trabajo para que posteriormente el profesor efectúe correcciones, comentarios, etc. sobre los documentos compartidos con él. Los archivos pueden estar en cualquier formato (texto, html, audio, vídeo, etc.).
La creación de estos grupos puede ser definida manualmente por el profesor seleccionado alumnos de la lista de clase, o bien dejar que el propio WebCT los cree de forma aleatoria. El beneficio radica en la posibilidad de compartir material sin necesidad de presencia física. Además este material podrá ser accesible en cualquier momento ya sea para consulta o modificación.
3. Creación de pruebas de evaluación (Quiz Tool):
Otra de las herramientas de WebCT es el Quiz, que permite al diseñador realizar diferentes tipos de exámenes y controles con el objetivo de evaluar el nivel de conocimientos de la clase en general (con las pruebas survey) y de los alumnos en particular (prueba quiz). La elaboración de estas pruebas se hace mediante una interfaz gráfica, a través de un menú de diseño. La corrección puede ser de forma automática por el mismo programa o bien manual por parte del profesor.
Con este tipo de pruebas el profesor podrá llevar un control del alumno, pudiendo realizar una corrección y unos comentarios, que después el alumno podrá consultar. El funcionamiento de las pruebas Quiz es muy parecido al de un examen clásico, con una hora de inicio y finalización, un tiempo de resolución y el retorno del examen con las correcciones del profesor.
4. Conversación electrónica (Chat):
El Chat de WebCT permite establecer una comunicación sincrónica y en tiempo real entre los usuarios. Este diálogo puede establecerse a tres niveles: privado, general para un curso y general para todas las asignaturas de WebCT. La comunicación instantánea en un sistema de educación a distancia es muy positiva, ya que permite un contacto más directo entre grupos de alumnos y puede llegar a resolver, juntamente con el intercambio de archivos, el tablón de anuncios y el correo, el problema de las tutorías a distancia por parte del profesor.
El Chat es, además, la única posibilidad de contacto entre los usuarios de los diferentes cursos, implementada en el WebCT , no siendo posible a través del correo ni del tablón de anuncios.
5. La gestión de alumnos:
Desde un punto de vista no técnico, la gestión de alumnos de WebCT es de uso agradable ya que permite un acceso muy directo a la lista de los matriculados al curso y una configuración flexible de los datos que desean almacenarse de cada uno de ellos. Como se comentará más adelante esa facilidad de uso no se corresponde con un desarrollo técnico efectivo, aunque este problema no es siempre perceptible por el usuario. En nuestro caso sugerimos a los profesores se abstengan de realizar el mantenimiento de los alumnos de clase, labor efectuada por el usuario administrador, aunque sí se les permite añadir información extra para su control y gestión personal.
Además de la gestión, cabe destacar el elevado control del seguimiento que realiza un alumno del curso (cuándo accede, desde dónde, los documentos y artículos que lee, etc.), existiendo una herramienta dedicada a tal efecto.

## Perfiles de usuario
Una de las peculiaridades más destacables de WebCT es su diseño para ser utilizado por un amplio abanico de usuarios, sin necesidad de poseer conocimientos específicos o avanzados. Podemos encontrar, de manera general, tres perfiles de usuario, con funciones distintas:
1. Perfil de administrador:

- Crea y administra el perfil de los cursos desde un servidor.
- Administra bases de datos de cursos, alumnos, ayudantes y profesores.
- Mantenimiento y soporte técnico del servidor de cursos.

1. Perfil de profesor:

- Control de la distribución, acceso, publicación y actualización de contenidos en el curso.
- Crea y administra evaluaciones y tareas.
- Realiza seguimiento a los alumnos, monitoreo y estadísticas del curso.

1. Perfil de alumno:

- Navegan por las páginas del curso.
- Usan las herramientas que el profesor habilita.
- Realizan las tareas habilitadas.
- Comparten documentos con el profesor y los compañeros de clase.

## Críticas
WebCT, especialmente la versión Vista, rompe muchas de las pautas de uso de Internet. Dentro de los problemas presentados se tienen: Deshabilita la opción del botón retroceder en los navegadores de Internet, utiliza Javascripts con URL y el uso de pestañas (lengüetas o tabs) en las páginas desplegadas se vuelve deficiente. Muchos usuarios manifiestan dificultades al entrar o acceder al contenido de las páginas o subir trabajos o asignaciones de las clases, independientemente de si usan conexiones de internet por teléfono (dial-up) o banda ancha.
WebCT Vista es actualmente el tema de un pleito jurídico en alegaciones de que no es accesible a los estudiantes con discapacidades. Este pleito creará, probablemente, una jurisprudencia que tendrá ramificaciones en la necesidad de diseñar programas en línea que sean completamente accesibles a todos los estudiantes.

## Ventajas e inconvenientes pedagógicos
Dentro de las ventajas e inconvenientes que presenta WebCT para los procesos de enseñanza-aprendizaje podemos citar los siguientes:
Con respecto a las ventajas pedagógicas más destacadas podemos citar:
- Perfiles de usuarios de WebCT: existen hasta tres perfiles diferentes de usuario, en función de las tareas a realizar, si bien el factor más destacado a nivel pedagógico es la existencia de perfil docente y perfil de alumno.
- Herramientas de diseño: el manejo de las herramientas de diseño por parte del profesor es muy intuitivo, sin requerir en ningún momento conocimientos de programación. Todas las herramientas están basadas en una interfaz gráfica de usuario, con un sistema de menús y una constante ayuda en todos ellos.

Con respecto a los inconvenientes pedagógicos más destacados podemos citar:
- Puntuación del Quiz: el sistema de puntuación de los cuestionarios puede resultar misterioso. Se le ha dotado de un desarrollo tan completo que, a la hora de diseñar un ejercicio, el instructor puede encontrar dificultades.
- Aislamiento e independencia de los cursos: el diseño de WebCT fue creado pensando en cursos independientes unos de otros. Por ello, al querer aplicar esta herramienta al proyecto cursos completos con diversas materias, surgen problemas tanto técnicos como pedagógicos, ya que cada curso está totalmente aislado del resto. Esto supone un problema para el alumno, porque pierde su visión de curso como un conjunto de asignaturas, pero también es un problema para el profesor, que puede tener un completo control de una asignatura, pero desconocer la evolución de los alumnos en el curso completo.
- Soporte técnico: a pesar de disponer de soporte técnico, el mismo no es inmediato ni permite línea directa con los desarrolladores, salvo en el caso del administrador.

## Conclusiones
•	Mayor cobertura: a partir de la creación de entornos virtuales para el aprendizaje es posible hacer llegar la oferta académica a la población que se encuentra dispersa, en muchos puntos geográficos, dentro y fuera del país. Se trasciende el concepto de espacio físico al crear entornos de reunión en el ciberespacio.
•	Flexibilidad en el tiempo: la comunicación de tipo asincrónica o diferida, así como la publicación, por periodos prolongados, de contenidos en los entornos virtuales para el aprendizaje creados en él, permite a los participantes de un curso decidir cuál es el momento más apropiado para llevar a cabo los procesos de aprendizaje.
•	Diversificación de actividades virtuales: con el uso de las herramientas que conforman un LMS, los profesores pueden crear prácticas y exámenes virtuales, tutorías sincrónicas y asincrónicas, foros de discusión, portafolios y diarios de trabajo, entre otras.
•	Distribución de contenidos: herramientas como las bibliotecas de medios o los enlaces Web facilitan la entrega de contenidos y de documentos a los grupos de estudiantes.
•	Comunicación sincrónica y asincrónica: para la comunicación en tiempo real, posee sistemas como el chat o salas de conversación y también se pueden integrar otros sistemas, como Elluminate, para crear videoconferencias en vivo. Para la comunicación asincrónica se cuenta con sistemas de correo o mensajería, los espacios para foros, blogs y diarios.
•	Monitoreo de los avances de los estudiantes: con los informes de rendimiento que brinda la plataforma LMS es posible observar, de manera detallada, el avance de los estudiantes y, a partir de los resultados observados, brindar información de retorno y reorientación oportuna.